# Tormos (Spanyolország)
Tormos község Spanyolországban, Alicante tartományban. Lakosainak száma 328 fő (2024). Tormos Benidoleig, Benimeli, Orba, Pego, El Ràfol d’Almúnia, Sagra és Sanet y Negrals községekkel határos.

## Népesség
A település lakosságának változását az alábbi diagram mutatja:
| Lakosok száma | 308  | 305  | 346  | 377  | 383  | 317  | 323  | 340  | 327  | 328  |
|               | 2001 | 2004 | 2006 | 2009 | 2011 | 2014 | 2016 | 2019 | 2021 | 2024 |